# Gheorghe Cristescu
Gheorghe Cristescu, né le 10 octobre 1882 à Copaciu et mort le 29 novembre 1973 à Timișoara, est un homme politique roumain.